# Chorzępowo
Chorzępowo (prononciation : [xɔʐɛmˈpɔvɔ]) est un village polonais de la gmina de Sieraków dans le powiat de Międzychód de la voïvodie de Grande-Pologne dans le centre-ouest de la Pologne.
Il se situe à environ 8 kilomètres à l'ouest de Sieraków (siège de la gmina), 9 kilomètres au nord-est de Międzychód (siège du powiat), et à 68 kilomètres au nord-ouest de Poznań (capitale de la Grande-Pologne).

## Histoire
De 1975 à 1998, le village faisait partie du territoire de la voïvodie de Poznań.

Depuis 1999, Chorzępowo est situé dans la voïvodie de Grande-Pologne.
Le village possède une population de 98 habitants en 2012.